# Eunidia forticornis
Eunidia forticornis là một loài bọ cánh cứng trong họ Cerambycidae.